# Polar-Fingerkraut
Das Polar-Fingerkraut (Potentilla hyparctica) ist eine Pflanzenart aus der Gattung der Fingerkräuter (Potentilla) in der Familie der Rosengewächse (Rosaceae). Sie besitzt ein subarktisches Verbreitungsgebiet.

## Beschreibung und Ökologie

### Erscheinungsbild und Blatt
Das Polar-Fingerkraut wächst als ausdauernde krautige Pflanze und erreicht Wuchshöhen von meist 5 bis 12 (1 bis 15) Zentimetern. Es wird eine Pfahlwurzel gebildet. Seine am oder im Boden liegenden oder aufrecht stehenden, verzweigten Stängel weisen einen Durchmesser von 5 bis 12 Millimetern auf. Sie sind mit verwelkten („marcescenten“), braunen, schuppenförmigen, 6 bis 11 mm langen, 1 bis 2 (selten bis 3) Millimeter breiten, behaarten Nebenblättern bedeckt. 
Die wechselständig in dichten Rosetten angeordneten Laubblätter sind gestielt und zusammengesetzt. Der behaarte Blattstiel ist meist 10 bis 20 (5 bis 40) Millimeter lang. Die meist 8 bis 15 (5 bis 20) Millimeter lange und meist 10 bis 15 (8 bis 20) Millimeter breite Blattspreite ist meist drei- bis fünf-, selten siebenfingrig. Die meist 6 bis 12 (4 bis 15) Millimeter langen und meist 5 bis 8 (3 bis 12) Millimeter breiten Fiederblättchen tragen oft sternförmige Haare (Trichome). Die Unterseite der Blätter trägt meist eine dichte Behaarung, die sich an den Spitzen der Blattlappen zu kleinen Büscheln sammelt. Der Blattrand ist gezähnt. Die Laubblätter können noch vor Ende der Wachstumssaison welken. Diese abgestorbenen Blattreste verbleiben zwischen dem frischen, grünen Laub und schützen den Vegetationskörper vor niedrigen Temperaturen. 

### Blütenstand, Blüte und Frucht
Die Blüten stehen einzeln oder zu zweit bis maximal viert in Blütenständen zusammen, welche den braunroten Stängeln aufsitzen. Das Polar-Fingerkraut entwickelt auf 2 bis 20 Zentimeter langen (selten höheren) Blütenstielen große, radiärsymmetrische, zwittrige Blüten, die einen Durchmesser von bis zu 1,5 Zentimetern aufweisen. Ein Außenkelch aus schmaleren, kürzeren Hüllblättern umgibt den Blütenkelch, der wie der gesamte obere Teil des Blütenstandes dicht behaart ist. Die fünf freien, grünen oder rötlichbraunen Kelchblätter sind eilanzettlich. Die fünf freien, hellgelben Kronblätter weisen eine Länge von meist 5 bis 8 (4 bis 10) Millimeter und eine Breite von meist 4 bis 6 (3,5 bis 7) Millimeter wide auf. Es sind 15 bis 30 Staubblätter vorhanden. Die 30 bis 45 freien Fruchtblätter sind oberständig. Die geraden Griffel sind 0,6 bis 0,8 Millimeter lang. Die nektarreichen Blüten öffnen sich nur bei Sonne vollständig. Sie werden von verschiedenen Insekten bestäubt. 
Auf der ungestielten, trockenen, bei Reife grüne oder strohfarbene Sammelfrucht ist der Kelch gut erkennbar. Die 0,9 bis 1,2 Millimeter lange und 0,7 bis 1 Millimeter breite, eiförmige Frucht setzt sich aus vielen Nüsschen zusammen.

### Chromosomensatz
Die Chromosomenzahl beträgt 2n = 42.

## Vorkommen
Das Polar-Fingerkraut ist zirkumpolar verbreitet, mit einem amphi-beringischen Schwerpunkt. Neben den arktischen Vorkommen besiedelt das Polar-Fingerkraut auch isolierte Gebiete in Gebirgen gemäßigter Regionen.  
Das Polar-Fingerkraut gedeiht auf nicht zu feuchten Böden, die meist auch im Winter von einer Schneedecke geschützt sind. Dazu zählen u. a. Berghänge, Tundravegetation, Trockenheiden und Fließerdeböden. Weiter im Norden werden auch spärlich bewachsenes Ödland, die geschützten Senken von Polygonböden und Windrücken besiedelt. Das Polar-Fingerkraut gedeiht sowohl auf kalkigem als auch auf saurem Untergrund. Auf kalkhaltigen Böden wächst es allerdings oft nur spärlich. Zum Nährstoffgehalt im Boden verhält es sich indifferent. Der Untergrund besteht meist aus Kies, Sand, Lehm oder Ton. Selten wird felsiger Untergrund besiedelt.

## Systematik
Die Erstbeschreibung von Potentilla hyparctica erfolgte 1934 durch Malte Oscar Malte. Das Typusmaterial wurde in Kanada gesammelt. Das Artepitheton hyparctica stammt vom griechischen Wortstamm hypo für unter bzw. nieder und arctica für die arktische Herkunft, also ein Hinweis auf das subarktische Verbreitungsgebiet von Potentilla hyparctica. Synonyme für Potentilla hyparctica Malte sind: Potentilla groenlandica Malte, Potentilla emarginata Pursh non Desf., Potentilla robbinsiana subsp. hyparctica (Malte) D.Löve, Potentilla gelida subsp. hyparctica (Malte) Kozhevn., Potentilla emarginata subsp. nana (D.F.K.Schltdl.) Hultén, Potentilla flabellifolia var. emarginata (Ser.) B.Boivin.
Potentilla hyparctica gehört zur Untergattung Dynamidium in der Gattung Potentilla.